# Regimentul 5 Infanterie (1916-1918)
Regimentul 5 Infanterie a fost o unitate de nivel tactic care s-a constituit la 14/27 august 1916, prin mobilizarea unităților și subunităților existente la pace aparținând de Regimentul Vlașca No. 5. Regimentul a făcut parte din organica Brigăzii 7 Infanterie, fiind dislocat la pace în garnizoana Giurgiu. La intrarea în război, Regimentul 5 Infanterie a fost comandat de colonelul Victor Zottu. Regimentul 5 Infanterie a participat la acțiunile militare pe frontul românesc, pe toată perioada războiului, între 14/27 august 1916 - 28 ocotmbrie/11 noiembrie 1918.